# Scott Langkow
Scott Langkow, född 21 april 1975 i Sherwood Park, Alberta, Kanada, är en kanadensisk ishockeymålvakt.

## Spelarkarriär
Langkow är en målvakt som har spelat i den finländska FM-ligan de senaste fyra säsongerna. Han beskriver själv sin spelarstil som en kombination av butterfly och stand-up.
Langkow draftades 1993 av Winnipeg Jets med deras andra val, 31:a totalt. Säsongen innan spelade han i WHL med Portland Winter Hawks där han hade 20 raka vinster. När Winnipeg Jets flyttades 1 juli 1996 byttes Langkow till Phoenix Coyotes. Vid den tiden spelade han med Springfield Falcons i AHL där han vann 63 matcher på tre säsonger och ansågs vara en av ligans bästa målvakter. 1998 tilldelades han Aldege Bastien Memorial Award som bästa målvakt i AHL.
25 juni 1999 byttes Langkow till Atlanta Thrashers. Han spelade 15 matcher för NHL-klubben innan han återigen byttes - den här gången till Anaheim Ducks 9 februari 2001.
Efter fyra säsonger med Ässät i SM-liiga skrev Langkow ett ettårigt kontrakt med Jönköpingsklubben HV71 i Elitserien. Han spelade bara 11 matcher från start med Elitserieklubben innan han bröt kontraktet och skrev på för schweiziska Rapperswil-Jona Lakers i Nationalliga A där han spelade säsongen ut.
Inför säsongen 2008/2009 skrev Scott på för Krefeld Pinguine i Tyskland, och spelade där under fem säsonger. Han avslutade karriären efter säsongen 2012/2013.

## Personligt
Langkow är gift med Anya Langkow och har tre barn – två pojkar (Beckett Langkow and Calder Langkow) och en flicka (Rylan Emma Langkow. Han har en yngre bror, Daymond, som spelar ishockey i NHL-laget Calgary Flames.

## Meriter
- Winnipeg Jets andra val, 31:a totalt, i NHL-draften 1993
- WHL West Second All-Star Team 1994, 1995
- Hap Holmes Memorial Award (lägst GAA[1] i AHL) 1996 (delades med Manny Legace)
- AHL First All-Star Team 1998
- Aldege Bastien Memorial Award (bästa målvakt i AHL) 1998

## Klubbar
- Krefeld Penguins 2008/2009 - 2012/2013
- Rapperswil-Jona Lakers 2006/2007 - 2008
- HV71 2006/2007
- Lukko 2005/2006
- Ässät 2002/2003 - 2004/2005
- Kalamazoo Wings 2001/2002
- Mobile Mysticks 2000/2001
- Cincinnati Mighty Ducks 2000/2001
- Orlando Solar Bears 1999/2000 - 2000/2001
- Atlanta Thrashers 1999/2000
- Utah Grizzlies 1998/1999
- Las Vegas 1998/1999
- Phoenix Coyotes 1997/1998 - 1998/1999
- Springfield Falcons 1995/1996 - 1997/1998
- Winnipeg Jets 1995/1996
- Portland Winter Hawks 1991/1992 - 1994/1995